# 요대

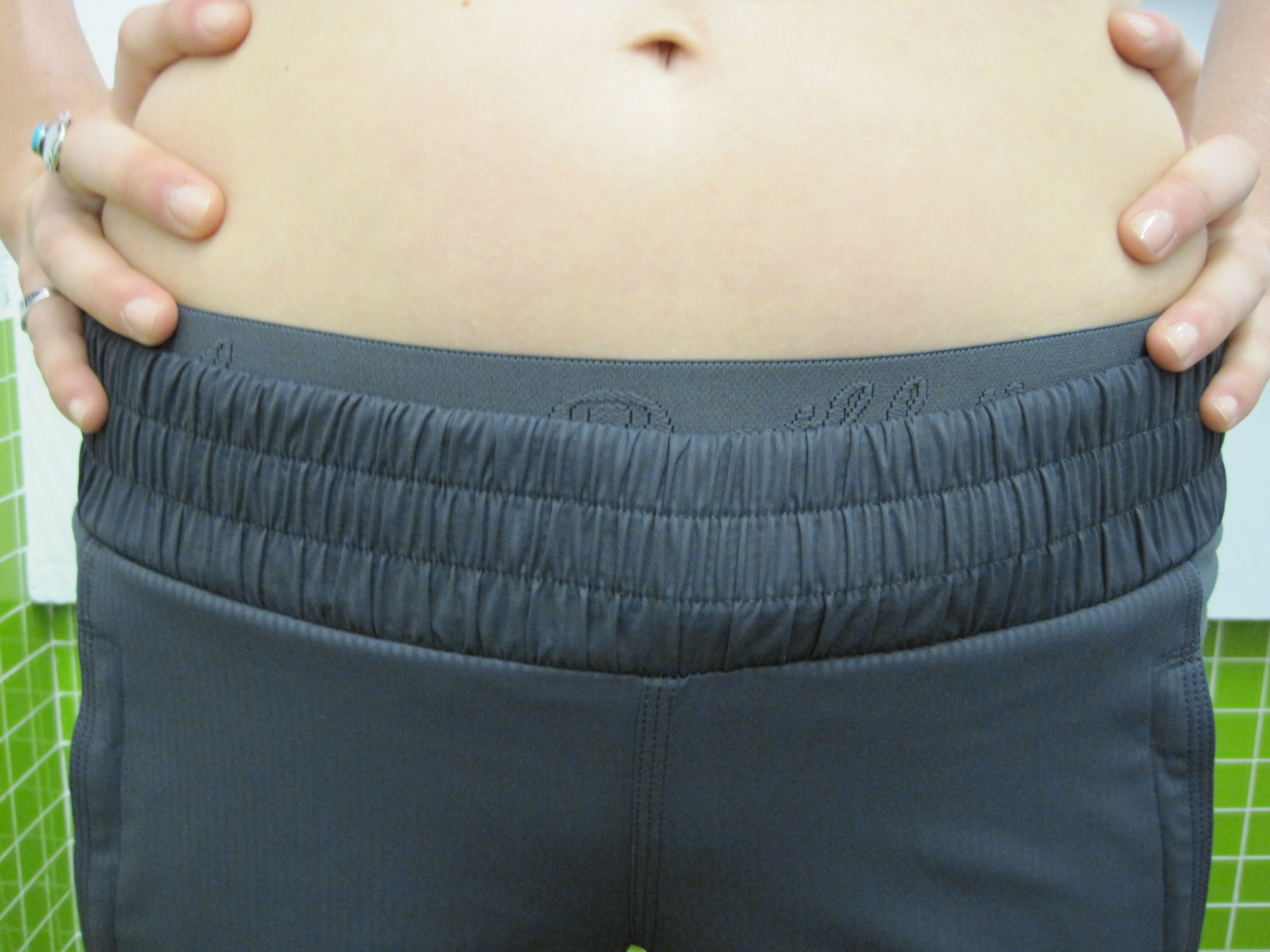

요대(waistband)는 허리 둘레는 감싸도록 유연한 재료로 구성된 물질띠이다. 요대는 과식을 예방하고 주의깊은 식사를 장려하고 좋은 자세를 장려하고 허리의 모습을 즉시 슬림하게 만들어주는 등 여러 목적을 충족할 목적으로 배의 팽창을 제한하기 위해 사용된다.

## 역사
역사적으로 인도 북부에서는 요대가 칼과 같은 잡다한 물건을 몸에 고정하는 등 다양한 용도로 사용되었다. 남부 레반트의 고대 역사에서 요대는 사람들이 요대에 부착된 장식품으로 자신을 장식할 때 신분의 상징으로 작용할 수 있었다. 19세기 초 일부 도교 종파의 구성원들은 종파에 속해 있음을 상징하기 위해 요대에 색을 입혔다. 19세기 서구에서는 멜빵의 유행으로 인해 요대의 뒤틀림이 덜 두드러졌다.